# سیارک ۳۴۰۹
سیارک ۳۴۰۹ (به انگلیسی: 3409 Abramov، نامگذاری:1977RE6) سه هزار و چهارصد و نهمین سیارک کشف شده‌است که در ۹ سپتامبر ۱۹۷۷ کشف شد.
قدر مطلق سیارک برابر ۱۲٫۰۰ است.